# Акилбай (Башкортостан)
Акилба́й (рос. Акылбай, башк. Аҡылбай) — присілок у складі Янаульського району Башкортостану, Росія. Входить до складу Воядинської сільської ради.
Населення — 78 осіб (2010; 114 у 2002).
Національний склад:
- башкири — 83 %